# Lethe eurydice
Lethe eurydice is een vlinder uit de onderfamilie Satyrinae van de familie Nymphalidae. De wetenschappelijke naam is gepubliceerd in 1763 door Carl Linnaeus.